# Blanchisserie (Le Linge)
Blanchisserie (Le Linge) est un tableau réalisé par le peintre Édouard Manet en 1875. La toile représente une jeune femme en train de laver son linge dans un baquet du quartier des Batignolles.
L'œuvre fut péremptoirement refusée au Salon de Paris de 1876, étant donné son caractère doublement provocateur : Manet, non content de choisir un thème prosaïque et naturaliste, l'a en outre traité dans un style impressionniste. Mais la qualité indéniable du tableau attira l'intérêt de Stéphane Mallarmé, qui allait dès lors devenir l'ami fidèle du peintre et le défendre dans ses écrits.